# Apostrofe
L'apostrofe (sostantivo femminile dal greco apostrophé, da apostréphein, «volgere indietro») è una figura retorica e si ha quando un personaggio o la voce narrante si rivolge a un uditore ideale diverso da quello reale al fine di persuadere meglio quest'ultimo. Olivier Reboul, nella sua Introduzione alla retorica, la include fra le figure di pensiero.
L'apostrofe rappresenta uno strumento, alla pari della exclamatio, per evidenziare situazioni patetiche e manifestare sentimenti di dolore e indignazione.
Nell'oratoria classica veniva utilizzata quando l'oratore non si rivolgeva più al giudice ma direttamente all'avversario, per alzare l'interesse della causa che stava discutendo.
Anche in poesia trova ampio utilizzo. Celebre fu la apòstrofe eseguita da Rolando in punto di morte alla spada Durendala (o Durlindana), all'interno dell'opera Chanson de Roland.

## Etimologia
Il termine italiano apòstrofe deriva dal latino apŏstrophe(n), apostrŏpha, apostrŏphe, a sua volta derivante dalla lingua greca antica e dal relativo contesto culturale nel quale è stato coniato ed impiegato. Nello specifico essa è derivata da ἀποστροϕή (apostrophẽ) tradotto in deviazione, derivato di ἀποστρέϕω (stréphõ) tradotto in volgere altrove composti a loro volta da apò (giù) e stréphõ (volgo).

## Esempi celebri
Nell'Odissea Omero si rivolge al porcaio Eumeo, introducendo la sua risposta a una domanda di Odisseo in questo modo:
(Omero, Odissea, Libro Quindicesimo, 325)
che per mare e per terra batti l'ali,
e per lo 'nferno tuo nome si spande!»
(Dante Alighieri, La Divina Commedia, Inferno, Canto XXVI)
nave sanza nocchiere in gran tempesta,
non donna di provincie, ma bordello!»
(Dante Alighieri, La Divina Commedia, Purgatorio, Canto VI)